# Никола и Александра
Никола и Александра (енгл. Nicholas and Alexandra) је британски биографски филм из 1971. о последњем руском цару, Николају Другом Александровичу. Био је номинован за шест Оскара, између осталих и за најбољи филм и најбољу глумицу, али освојио је само два – за најбољи костим и најбољу сценографију.

## Улоге
| Глумац              | Улога                                |
| ------------------- | ------------------------------------ |
| Мајкл Џејстон       | цар Николај                          |
| Џенет Сазман        | Александра Фјодоровна                |
| Родерик Нобл        | Алексеј Николајевич                  |
| Ања Марсон          | Олга Николајевна                     |
| Lynne Frederick     | Татјана Николајевна                  |
| Fiona Fullerton     | Анастасија Николајевна               |
| Candace Glendenning | Марија Николајевна                   |
| Irene Worth         | Марија Фјодоровна (Дагмар од Данске) |
| Том Бејкер          | Распућин                             |
| Лоренс Оливије      | гроф Вите                            |